# Jean Francis Auburtin
Pour les articles homonymes, voir Auburtin.
Jean Francis Auburtin né le 2 décembre 1866 à Paris et mort le 22 mai 1930 à Dieppe est un peintre français.
Son art, influencé par celui de Pierre Puvis de Chavannes, est rattaché au mouvement du symbolisme.

## Biographie
Jean Francis Auburtin est le fils aîné d'une famille de quatre enfants. Son père, Alexandre Émile Auburtin (1838-1899), architecte de la Ville de Paris, est originaire de la Lorraine. Jean Francis Auburtin est inscrit à l'École alsacienne à Paris en 1875. Il ira jusqu'en rhétorique avec André Gide et Pierre Louÿs.
Formé dans sa jeunesse par le peintre Louis-Théodore Devilly (1818-1886), il est admis à l'École des beaux-arts de Paris, qu'il quitte sans se présenter au concours du prix de Rome. Il épouse Marthe Deloye, fille  d'un général d'artillerie et sœur d'un de ses condisciples de l'École alsacienne. Le couple partira en 1893 pour un long voyage de noces à travers l'Italie, retournant aux sources de l'art du Quattrocento.
En 1897, Auburtin étudie la faune et la flore sous-marine aux aquariums de Roscoff et de Banyuls d'où il rapporte de nombreux croquis qui lui permettront de réaliser en 1898 Le Fond de la mer, grand décor destiné à l'amphithéâtre de zoologie de la Sorbonne à Paris.
Il séjourne dans les îles d'Or et longtemps à Porquerolles, puis en Bretagne — Erquy, Bréhat, Ploumanac'h, Belle-Île — où il réalise des œuvres conservées au musée de Pont-Aven. Puis il découvre la Corse, les sommets des Pyrénées, les nombreux lacs des Landes et Talloires sur les bords du lac d'Annecy chez ses amis, le peintre Albert Besnard (1849-1934) et sa femme la sculptrice Charlotte Besnard (1854-1931).
À la demande de l'architecte Marius Toudoire en 1901, Jean Francis Auburtin participe à la décoration du restaurant du Train bleu de la gare de Lyon à Paris, avec la Ville de Nice destinée à orner le vestibule,.
Auburtin découvre Varengeville-sur-Mer en 1904. Il y achète un terrain en 1907 et demande à son frère, l'architecte Jacques Marcel Auburtin (1872-1926), de lui construire une maison. Il se lie d'amitié avec Guillaume Mallet, créateur du domaine du bois des Moutiers dans le village de Varengeville, déjà portraituré par Claude Monet qu'il rencontrera entre 1896 et 1897.
Dans son atelier du quai Carnot à Saint-Cloud, il reçoit son ami Auguste Rodin avec lequel il partageait quelques modèles. C'est dans cet atelier que son amie, la danseuse américaine Loïe Fuller, donnera en 1914 un spectacle avec sa troupe. Il réalise également de 1909 à 1920 des gouaches avec l'école de danse d'Isadora Duncan.
Il est inhumé au cimetière marin de Varengeville-sur-Mer.

## Œuvres dans les collections publiques
France

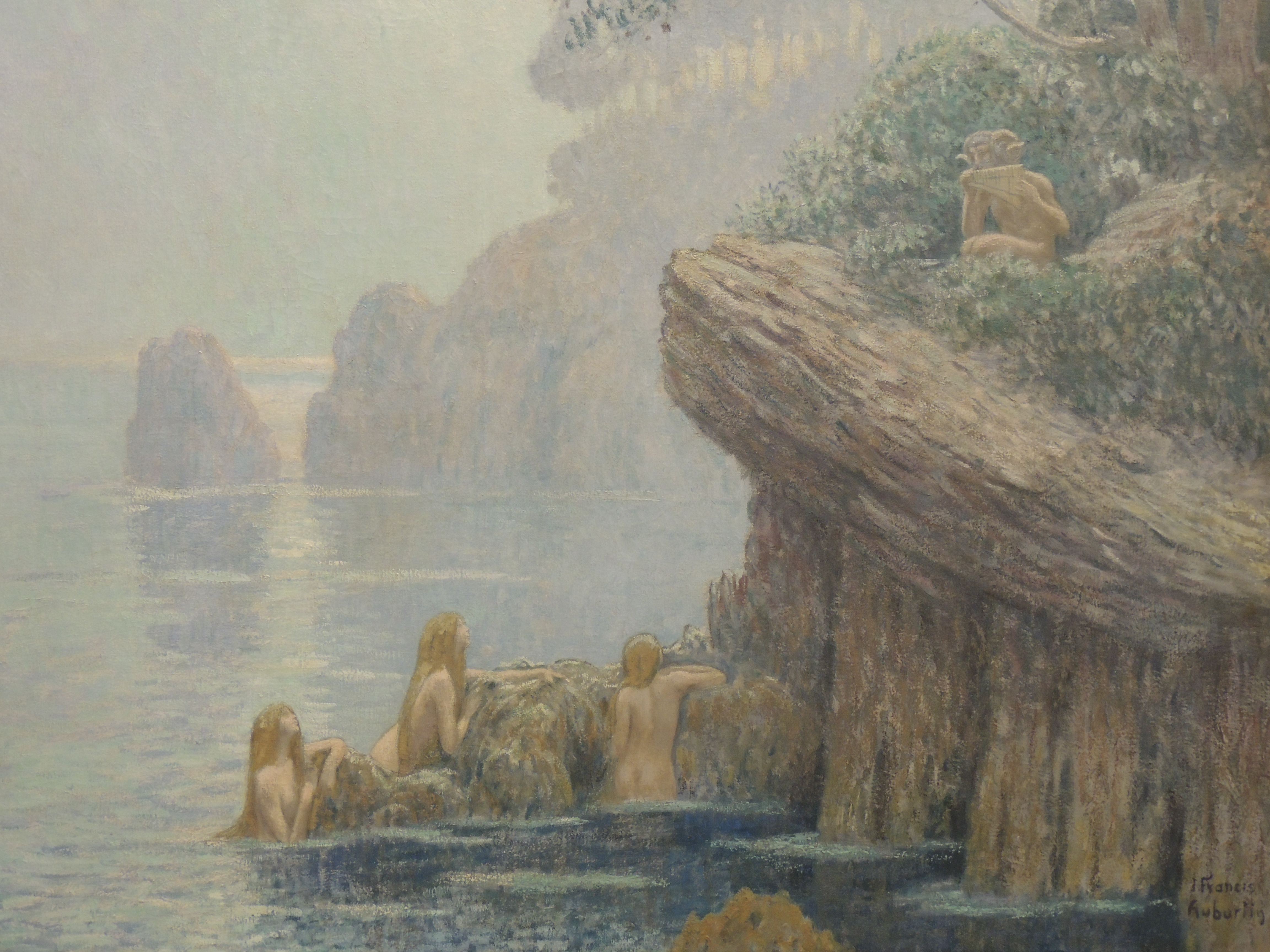
La Forêt et la Mer, 1907, musée des Beaux-Arts de Rouen.

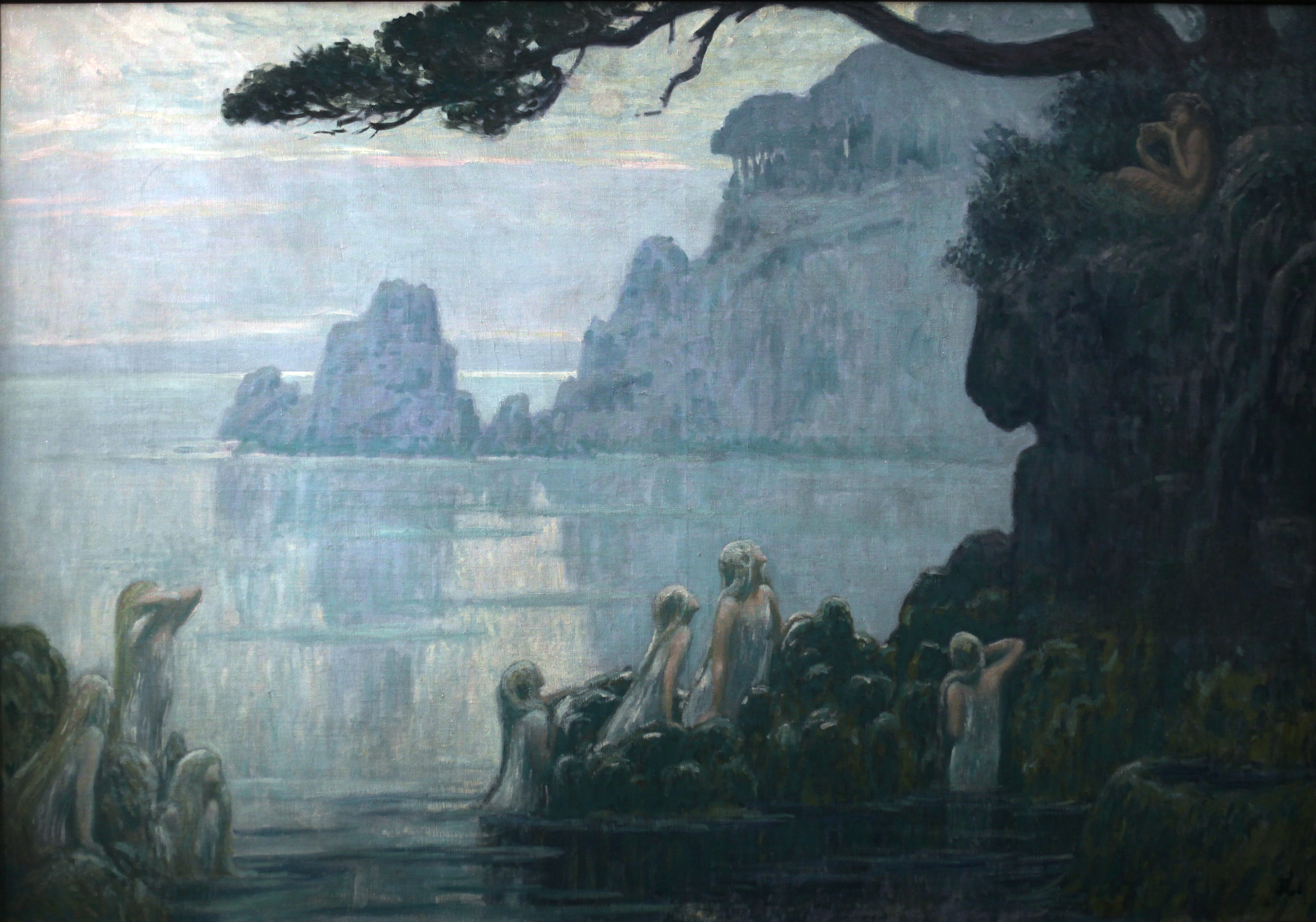
Les Nymphes, la forêt et la mer, entre 1886 et 1924, Paris, musée d'Orsay.

- Giverny, musée des Impressionnismes Giverny : Varengeville. Rayons jaunes aux falaises de Mordal, huile sur carton.
- Ivry-sur-Seine, Fonds municipal d'art contemporain de la Ville de Paris : Le Fond de la mer, 1898, huile sur toile.
- Le Havre, musée d'Art moderne André-Malraux :
  - La Plage à Pourville, 1904, gouache, fusain sur papier marouflé sur toile ;
  - Pins au bord de la mer, 1907, gouache, crayon sur papier[5] ;
  - Falaise et mer agitée, gouache crayon sur papier[6] ;
  - Pins et genêts, gouache, crayon sur papier[7] ;
  - Falaise de Varengeville, nuage rose, gouache, crayon sur papier[8] ;
  - Mer et falaise à Varengeville, gouache et crayon sur papier[9] ;
  - Falaises de Pourville, gouache, crayon sur papier[10] ;
  - Falaise au nuage rose, gouache, crayon sur papier[11] ;
  - Effet de nuages sur les pins en bord de mer, gouache, fusain sur papier[12] ;
  - Varengeville. Gros effet de nuages, bord de mer, gouache, fusain sur papier[13].
- L'Isle-Adam, musée d'Art et d'Histoire Louis-Senlecq : Trois jeunes filles nues sur une plage, 1901, huile sur toile.
- Marseille, muséum d'histoire naturelle : La Calanque et La Pêche au gangui, 1900, deux fresques[14].
- Meudon, musée d'Art et d'Histoire : Erquy, vers 1897, gouache sur papier.
- Morlaix, musée des Beaux-Arts[15] :
  - Le soir, Goulphar, Belle-Ile-en-Mer, 1915 ;
  - Goulphar, reflets jaunes, vers 1895-1896.
- Paris :
  - École nationale supérieure des beaux-arts : Départ d'Ulysse et de Pénélope pour Ithaque, 1892, huile sur toile.
  - musée du Louvre, département des arts graphiques :
    - Vue d'une immense île rocheuse, 1897, crayon noir, pinceau, lavis d'encre de Chine sur papier beige[16] ;
    - Étude d'une daurade, 1897, crayon noir, pinceau, lavis d'encre de Chine sur papier[17].

  - musée d'Orsay : 
    - Les Nymphes, la forêt et la mer, entre 1886 et 1924, huile sur toile ;
    - Orphée, 1906, huile sur  toile[18].

  - Sorbonne, salle des Commissions : Un verger au bord de la mer, 1904, quatre panneaux décoratifs[19].
  - Petit Palais : Chants sur l'eau, 1912, huile sur toile, achat de l'État au Salon de 1912[20].
- Pau, musée des Beaux-Arts : Le Soir, îles de Porquerolles, 1904, pastel sur papier marouflé sur toile[21]
- Pont-Aven, musée des Beaux-Arts : Belle-Île, Goulphar, 1896, huile sur toile.
- Rouen, musée des Beaux-Arts : trois toiles et six œuvres sur papier, dont Paysage symboliste et La Grotte bleue.

Russie
- Saint-Pétersbourg, musée de l'Ermitage : Paysage avec étang, gouache.

Localisation inconnue
- L'Essor, 1909, huile sur toile, dépôt au grand amphithéâtre de la faculté de médecine de Lyon[réf. nécessaire].

## Salon de la Société nationale des beaux-arts
- 1906 : Orphée.
- 1907 : La Forêt et la mer.
- 1908 : L'Aube des cygnes.
- 1910 : Le Jardin de la mer.
- 1911 : L'Écho[22].
- 1912 : Chants sur l'eau.
- 1913 : Le Cygne, Nocturne.
- 1914 : Comme arrive le Printemps.

Œuvres de Jean Francis Auburtin
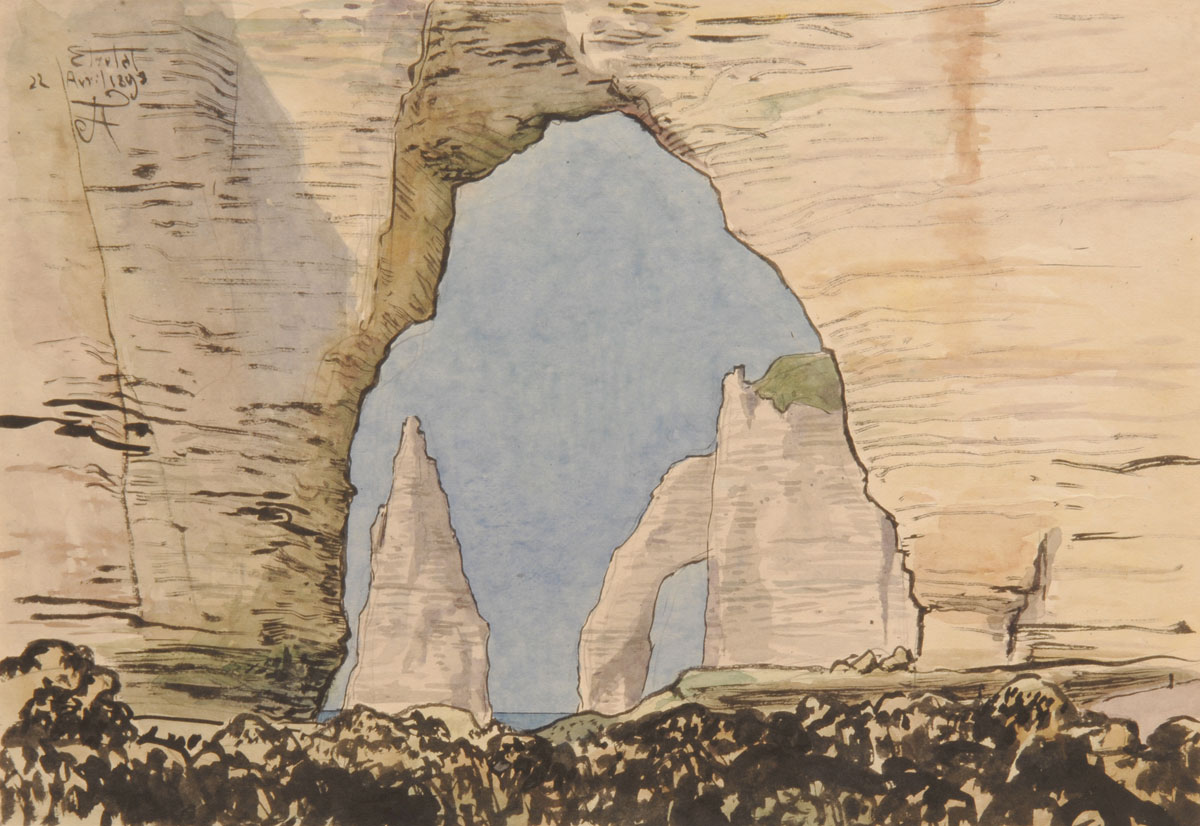
La Manneporte à Étretat, 1898, Le Havre, musée d'Art moderne André-Malraux.
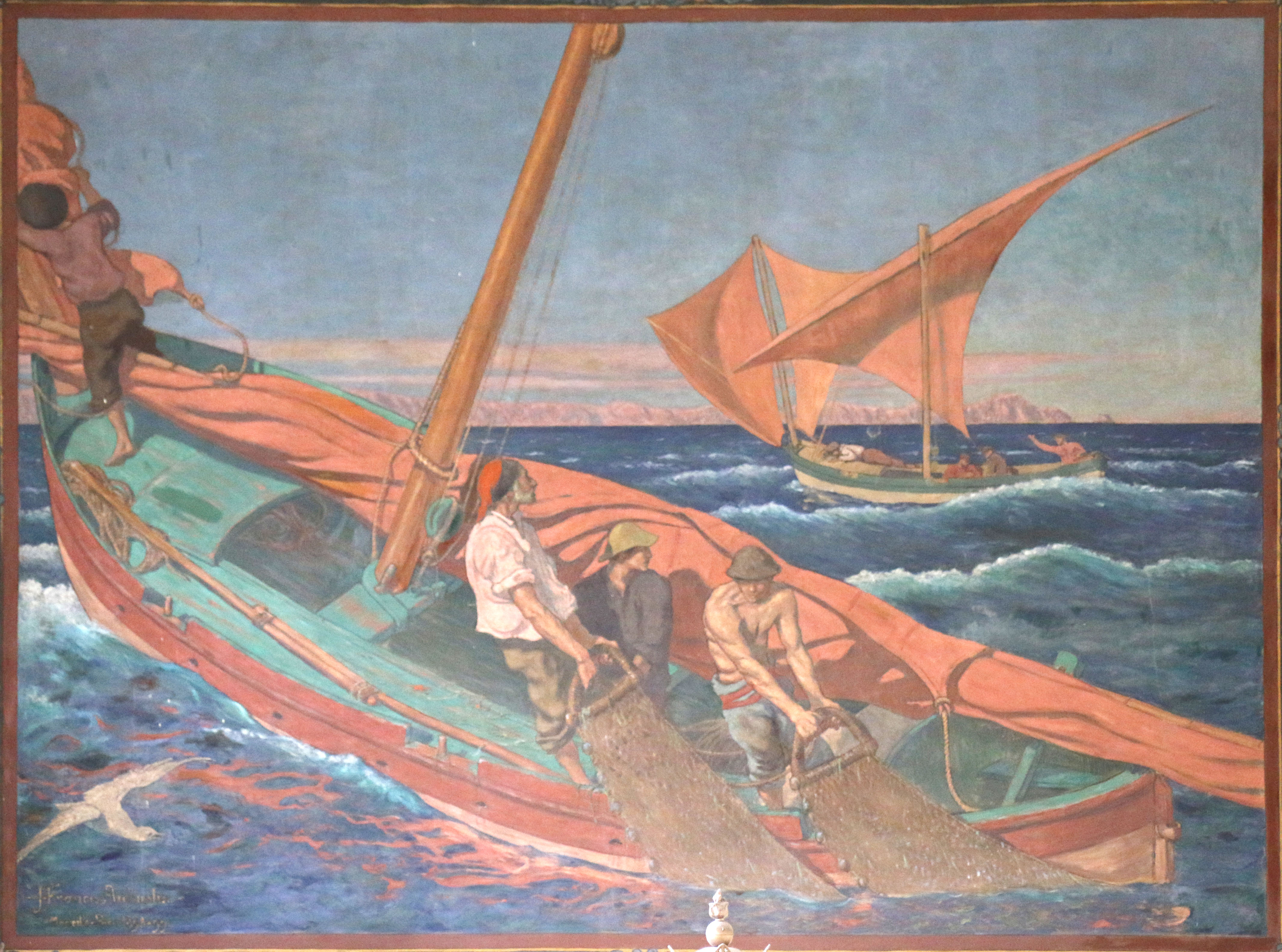
La Pêche au gangui dans le golfe de Marseille, 1899, muséum d'histoire naturelle de Marseille.
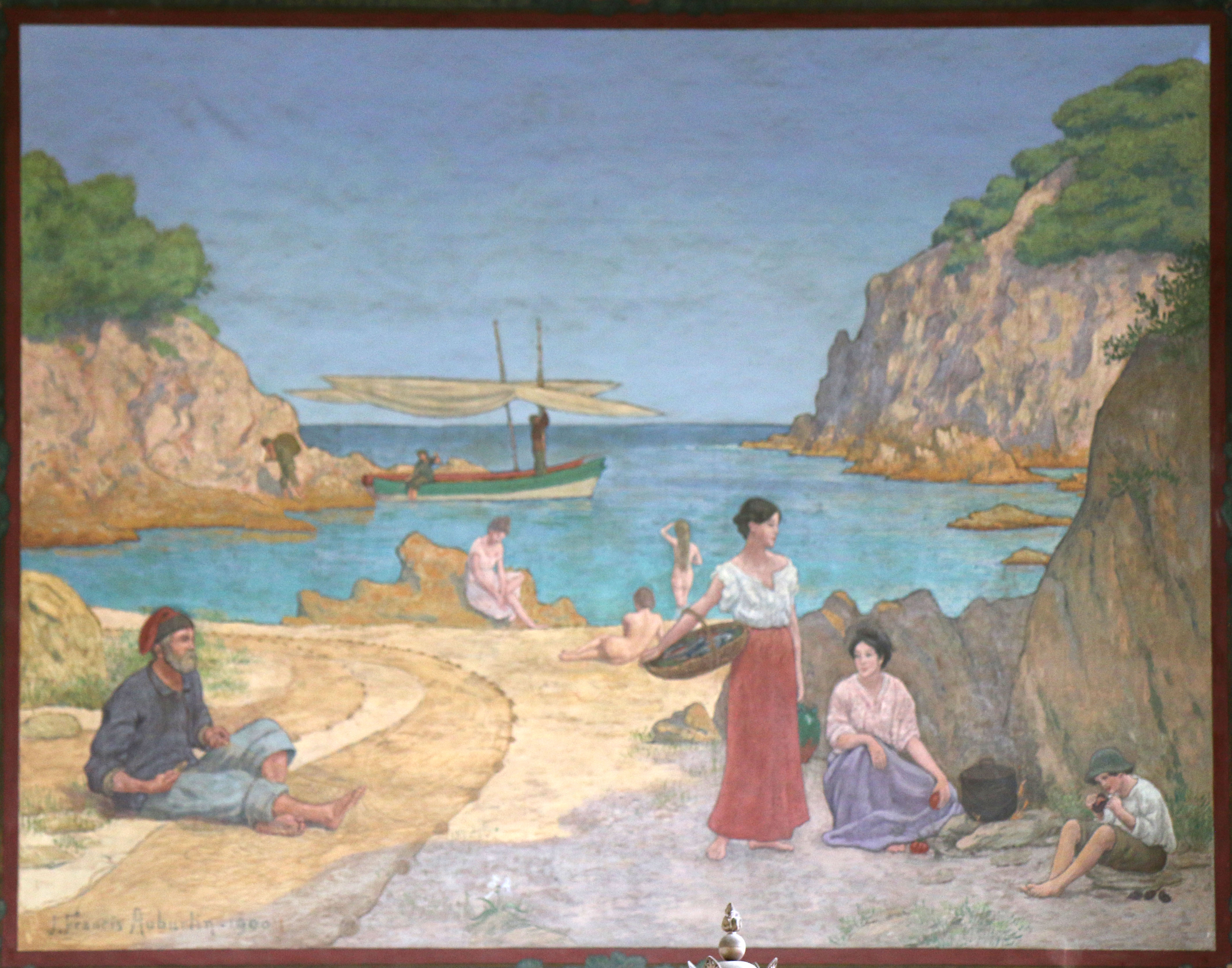
La Calanque, 1900, muséum d'histoire naturelle de Marseille.
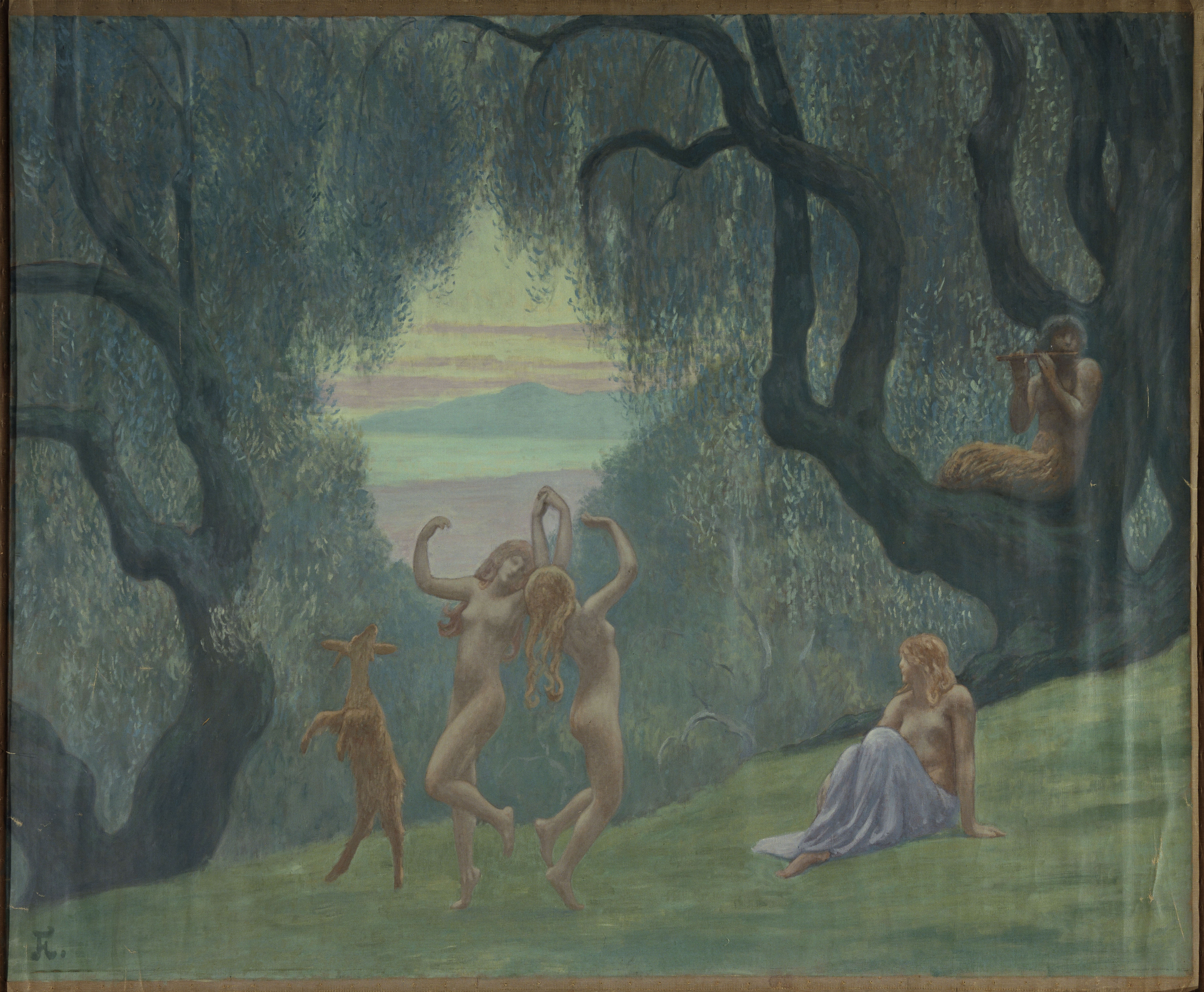
Danse des nymphes, vers 1910, Paris, Petit Palais.
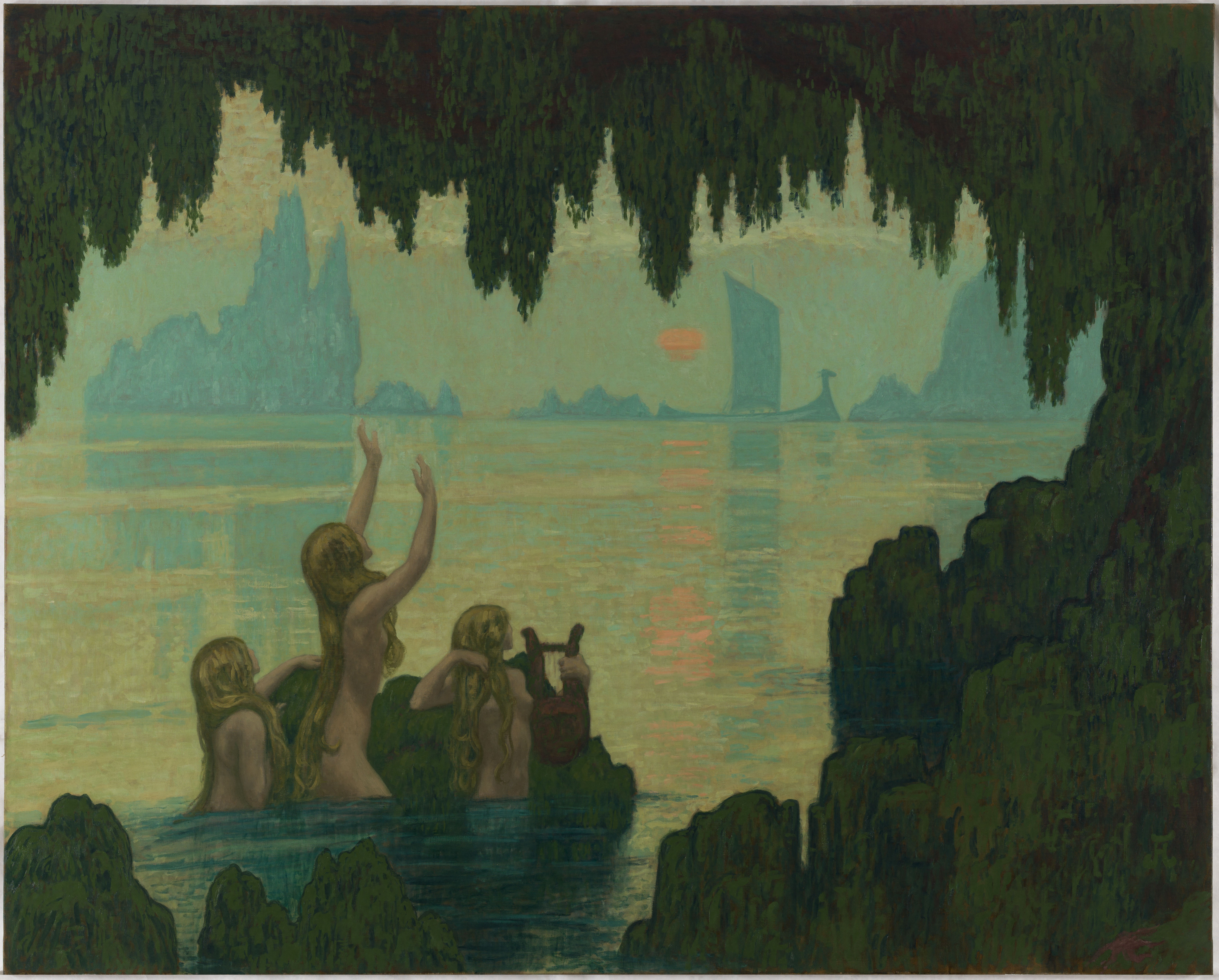
Chants sur l'eau, vers 1912, Paris, Petit Palais[23].
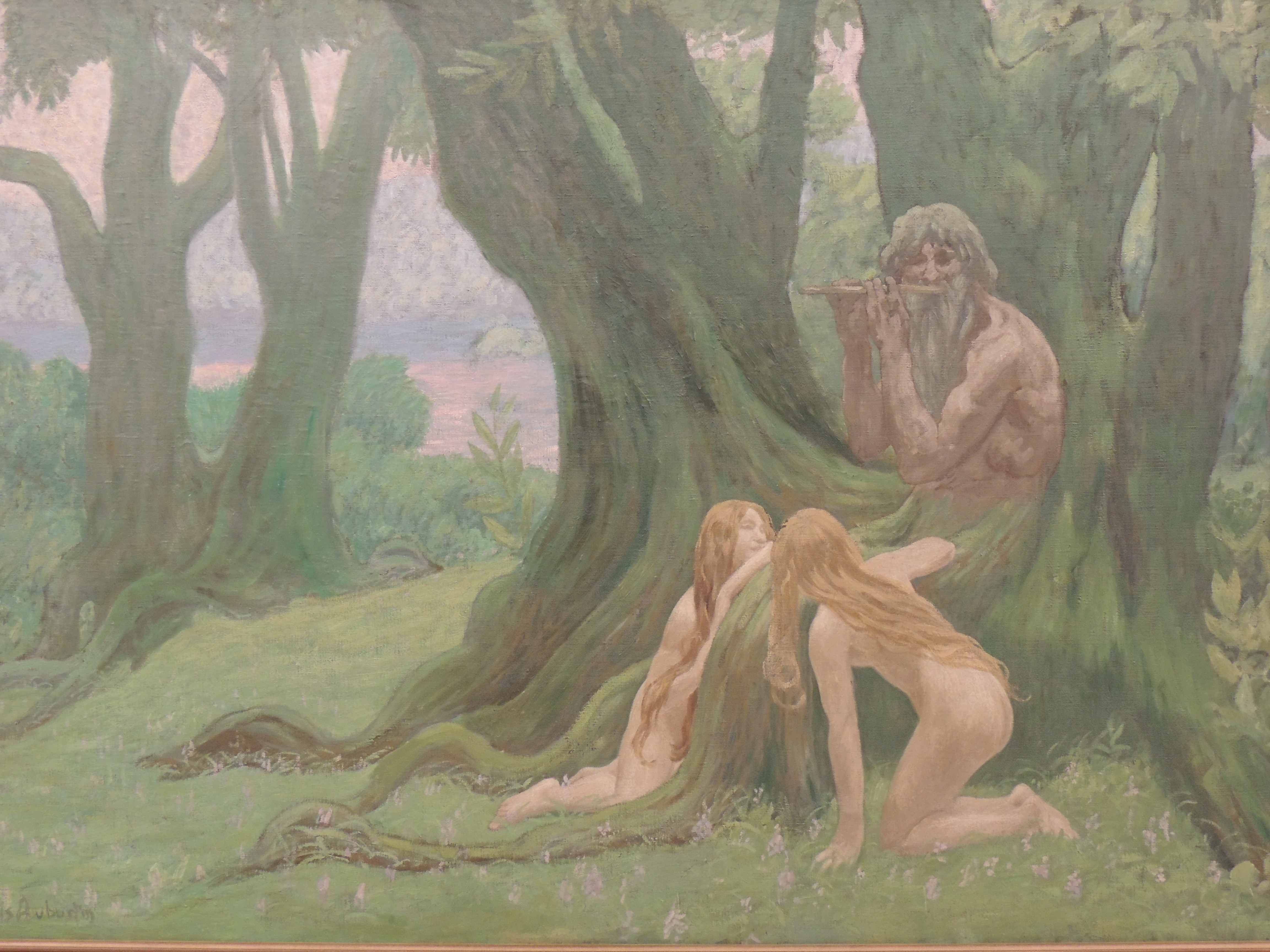
Nocturne, musée des Beaux-Arts de Rouen.

## Expositions
- 1897 : Paris, galeries de la Bodinière.
- Du 16 au 29 février 1912 : « Peintures à l'eau de Auburtin », Paris, galerie Devambez.
- 1990 : exposition itinérante à Paris, mairies des 3e, 9e et 14e arrondissements, « Le symbolisme de la mer, Jean Francis Auburtin ».
- 1990 : « Francis Auburtin, le symbolisme de la mer », musée des Beaux-Arts de Morlaix.
- Du 20 mars au 21 juin 2004 : « Jean Francis Auburtin », musée des Beaux-Arts de Pont-Aven.
- Du 21 septembre au 28 novembre 2004 : « Dieux et mortels », École nationale supérieure des beaux-arts de Paris, et aux États-Unis à l'automne et l'hiver 2005, New York, musée d'Art Dahesh et au musée d'Art de l'université de Princeton.
- Du 14 octobre 2006 au 28 janvier 2007 : « Jean Francis Auburtin », Le Havre, musée d'Art moderne André-Malraux.
- Du 27 octobre 2006 au 31 janvier 2007 : « Les peintres du rêve en Bretagne », musée des Beaux-Arts de Brest.
- 2008 : Espace J.F. Auburtin, Vannes, musée de la Cohue.
- 2010 : « Écume et Rivages, la Méditerranée de J.F. Auburtin », Martigues[Où ?].
- 2010 : « Auburtin, face à la mer », Hyères, musée municipal.
- 2012 : « Le japonisme de J.F. Auburtin », musée des Beaux-Arts de Morlaix.
- 2012 : « Le temps suspendu », Saint-Briac, chapelle et couvent.
- 2013 : « Reflets de lacs », Aix-les-Bains, musée Faure.
- 2013 : « Le Grand Atelier du Midi de Van Gogh à Bonnard », Marseille, palais Longchamp.
- 2019 : « Monet-Auburtin. Une rencontre artistique », du 22 mars au 14 juillet 2019, Giverny, musée des Impressionnismes Giverny[24].
- 2022 : « Jean Francis Auburtin, un âge d’or », Pontoise, musée Camille-Pissarro.

## Distinctions
- Officier de la Légion d'honneur le 31 octobre 1912[25].

## Récompenses
- Prix Fortin d'Ivry de 1892 à l'École des beaux-arts de Paris pour Départ d'Ulysse et de Pénélope pour Ithaque.

## Postérité
Un ensemble de 127 œuvres de son fonds d'atelier a été vendu à l'hôtel Drouot à Paris le 10 juin 1985.
Il existe depuis 2005 une Association des amis et descendants de Jean Francis Auburtin (Association Auburtin), dont le siège social est sis à la mairie de Nantiat (Haute-Vienne), et dont le but est de réaliser un catalogue raisonné de l'artiste, de faire connaître et promouvoir son œuvre.